# Samuel Pierpont Langley
Samuel Pierpont Langley, ameriški astronom, fizik, izumitelj in letalski inženir, * 22. avgust 1834, Roxbury pri Bostonu, Massachusetts, ZDA, † 27. februar 1906, Aiken, Okrožje Aiken, Južna Karolina, ZDA.

## Življenje in delo
Langley je končal samo gimnazijo in ni nikoli študiral na univerzi. Študiral je po knjižnicah v Bostonu in si je pridobil dovolj znanja iz astronomije, da je leta 1865 postal pomočnik za astronomijo na Univerzi Harvard, pozneje pa je bil profesor astronomije na raznih šolah. Od leta 1867 do 1887 je bil profesor fizike in predstojnik Observatorija Allegheny na Univerzi Pensilvanije (sedaj Univerza Pittsburgh).
Meril je solarno konstanto. Raziskoval je pojave na Soncu. Leta 1881 je izumil bolometer, inštrument za točno merjenje majhnih količin toplote. Sprememba temperature, ki jo povzroča taka dovedena toplota v bolometru, je le 1/10.000 stopinje. Z bolometrom je med odpravo na goro Whitney v Skalnem gorovju v Kaliforniji, kjer ga je spremljal Keeler, natančno meril Sončevo sevanje v vidni svetlobi in prvič v infrardečem delu spektra. Istega leta je opravil prvo spektroskopsko merjenje Sončevih peg. Njemu na čast se imenuje enota sevanja ene kalorije na kvadratni cm 1 langley. 
Leta 1887 so ga imenovali za tretjega tajnika Smithsonove ustanove (Smithsonian Institution) v Washingtonu. V tem času se je zanj začela tudi vrsta bolečih neuspehov, ko je zaman poskušal zgraditi letalo, kot je Fitch zaman poskušal zgraditi parnik in Trevithick lokomotivo. Langley je marljivo preučeval načela aerodinamike. Pokazal je, kako se ptiči dvigajo brez posebnega mahanja s perutmi in kako bi zrak lahko nosil tanka krila posebnih oblik. O njegovih teorijah je izrekel svoje mnenje, čeprav odklonilno, tudi lord Kelvin, a se je motil. Langleyjevo delo je bilo dobro, vendar v praksi neučinkovito, ker ni imel dovolj močnih snovi za izdelavo letala, ali pa je imel prešibke in pretežke motorje. Leta 1891 je napisal razpravo o aerodinamiki plovila, težjega od zraka. Njegovo brezpilotno letalo je leta 1896 letelo 914 m (3000 čevljev), drugo pa 1280 m (4200 čevljev). To sta bili prvi razdalji, ki ju je doseglo mehansko z vijakom gnano plovilo težje od zraka v zgodovini letenja. Na spodbudo predsednika ZDA Mc Kinleyja je za tri poskuse z letali v letih 1897 do 1903 porabil 50.000 državnih dolarjev zaradi morebitnih vojnih koristi, ki bi jih lahko imeli od letal. Dobil jih je zato, ker je špansko-ameriška vojna spodbudila zanimanje za letala. Potem ko se mu je zadnjič ponesrečilo, je New York Times objavil oster uvodnik, ki je obsodil njegovo zapravljanje denarja za tako nore zamisli. Napovedali so, da človek ne bo letel še celih tisoč let. 9 dni po uvodniku pa se je napovedanih tisoč let že izpolnilo. Brata Wright, ki sta nadaljevala Lilienthalovo delo, sta prvič uspešno poletela z letalom.
Leta 1890 je ustanovil Smithsonov astrofizikalni observatorij (SAO), ki danes skupaj z Observatorijem Kolidža  Harvard (HCO) združuje Harvard-Smithsonovo astrofizikalno središče (CfA).
Langley je leta 1900 skupaj z Abbotom zmeril vse Sončevo sevanje kot osnovo za določanje temperature. Leta 1908 je Smithsonov inštitut uvedel Langleyjevo medaljo za uspehe na področju aeronavtike. Prvo priznanje sta dobila brata Wright. Leta 1914 so v Langleyjevo zadnje letalo vgradili močnejši motor, nato pa so z njim uspešno leteli. Langleyju na čast se imenuje Langley Field v Virginiji in raziskovalno središče Nase, Langleyjevo raziskovalno središče (Langley Research Center) v neodvisnem mestu Hampton v Virginiji.

## Priznanja

### Poimenovanja
Po njem se imenuje udarni krater Langley na Luni in asteroid glavnega pasu 3866 Langley.